# Piața Colignon din Bruxelles
Piața Colignon (în franceză Place Colignon, în neerlandeză Colignonplein) este o piață urbană situată în comuna belgiană Schaerbeek / Schaarbeek din Regiunea Capitalei Bruxelles, la capătul străzii Rue Royale Sainte-Marie / Koninklijke Sinte-Mariastraat. Numerele caselor din piață sunt în ordine crescătoare începând cu strada Rue Royale Sainte-Marie până la Bulevardul Mareșalul Foch, cele impare pe partea stângă, iar cele pare pe partea dreaptă. În Piața Colignon se termină și străzile Verhas, Floris, Quinaux, General Eenens și Verwée.
Piața este cunoscută în special prin prezența în mijlocul ei a impozantei clădiri a primăriei comunei Schaerbeek / Schaarbeek.

## Originea numelui
Piața a fost denumită în onoarea unui militar și fost primar de Schaerbeek / Schaarbeek, Achille Colignon, născut la Lixhe pe 22 august 1813 și decedat la Schaerbeek / Schaarbeek pe 29 iunie 1891.
O stație a viitoarei axe de metrou Nord va purta numele Pieței Colignon. Lucrările sunt prevăzute să înceapă în anul 2018.

## Locuri importante în proximitate
- Primăria comunei Schaerbeek / Schaarbeek (clasată ca monument de patrimoniu prin decretul regal din 13 aprilie 1995)[2]
- Biroul poștal Schaerbeek / Schaarbeek (no 3)

## Galerie de imagini

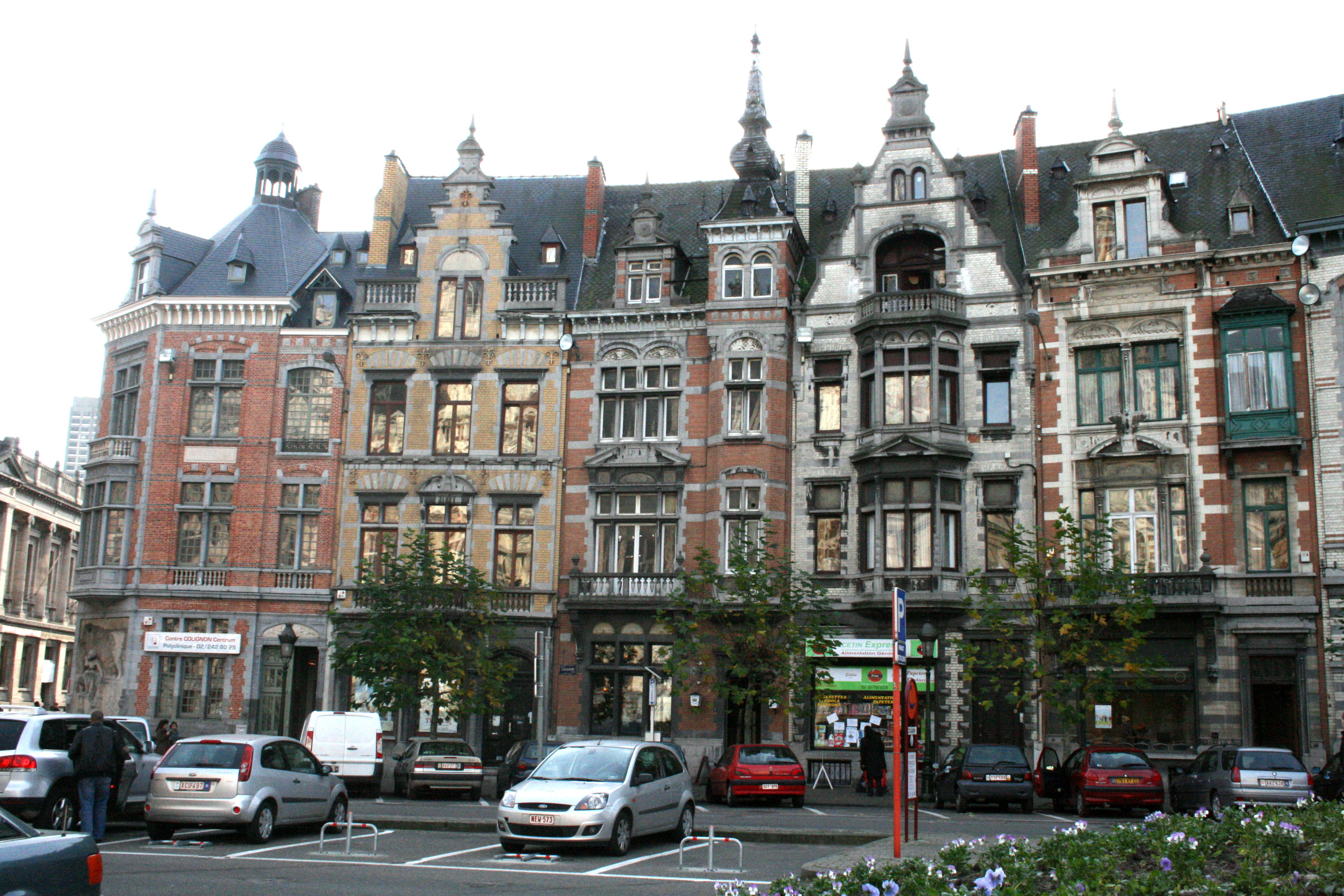
Clădiri vis-à-vis de primărie
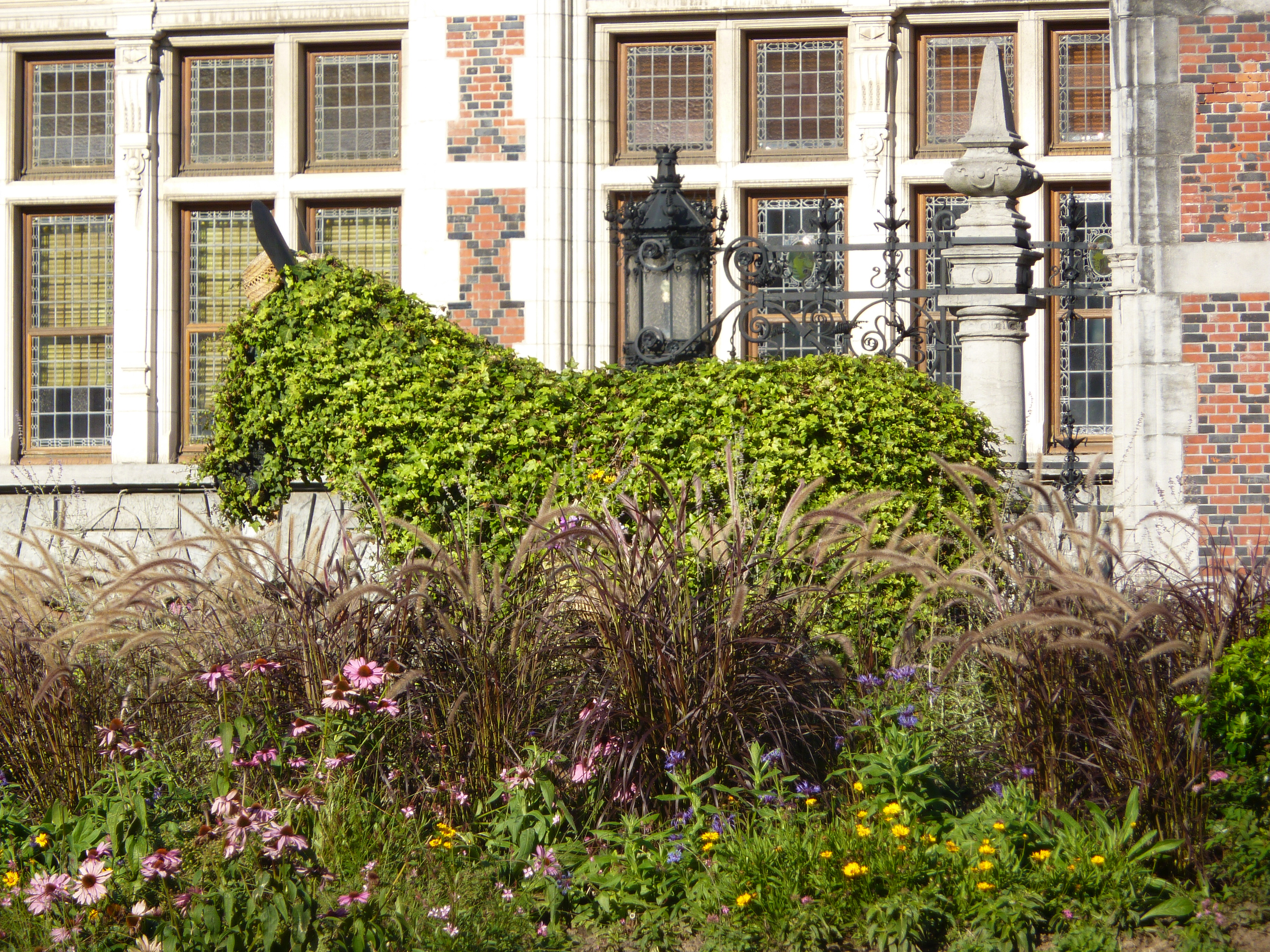
Măgarul Colignou, un simbol în comuna Schaerbeek / Schaarbeek